# 鲩黑龙江吸虫
鲩黑龙江吸虫（学名：Amurotrema dombrovskajae）为重盘科黑龙江属的动物。在中国大陆，分布于黑龙江、湖北、福建等地，营寄生生活，宿主草鱼以及寄生于肠中。